# Волошенюк Ганна Леонтіївна

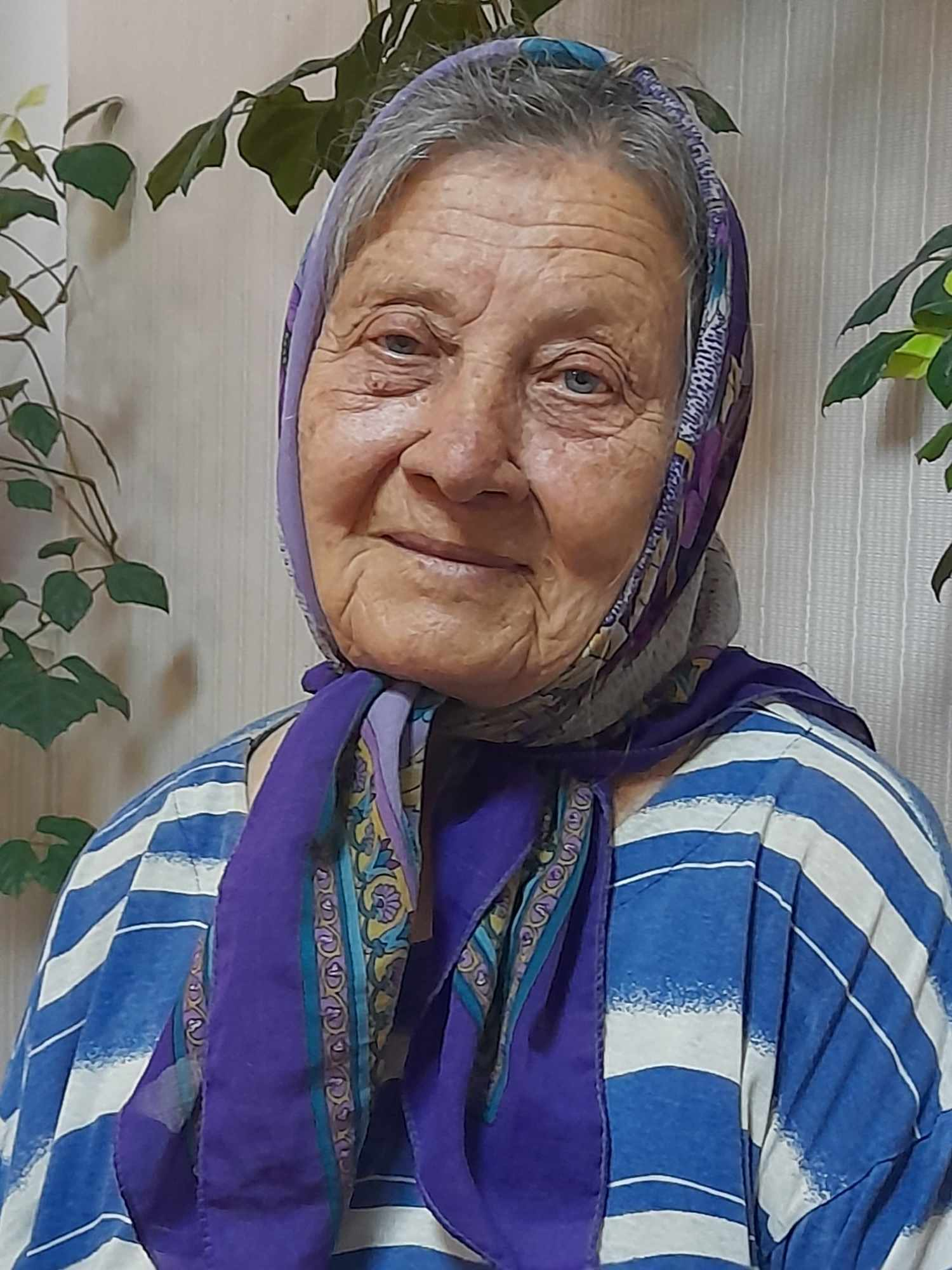

Ганна Леонтіївна Волошенюк (Галина Касіяненко) (нар. 13 січня 1941 р., с. Ометинці  Немирівського району Вінницької області )  - українська журналістка, письменниця, педагогиня, експертка у сфері українських народних традицій.

## Життєпис
Народилася  13 січня 1941 року у  селі Ометинці  Немирівського району Вінницької області у  багатодітній сім'ї коваля Леонтія Натовича і колгоспниці Марфи Федорівни. Була настаршою у сім'ї. Допомагала батькам  у вихованні братів Олексія і Петра та сестри Євгенії. Навчалася у  Ометинецькій школі  (1948-1955 рр.). Отримала  середню освіту у Красненьківській середній школі (1955-1958 рр.).
Після отримання атестата поїхала по  комсомольській путівці  на будівництво шахт у місті Краснодоні  Ворошиловградської області працювати малярем-штукатуром (1958-1962 рр.). Вступила на біологічний  факультет Уманського педагогічного інституту (1962 р.), продовжила навчання на факультеті молодших класів   (1963-1967 рр.).
Після закінчення Вінницького педагогічного інституту деякий час працювала у Державному обласному архіві; інспектором і відповідальним секретарем у Вінницькому будинку природи (згодом  у Вінницькому обласному товаристві охорони природи) (1971-1992 рр.); завідувачкою відділу культури і природи у місцевому періодичному виданні  "Вінницька газета" (1992-2000 рр.), відповідальною  за щомісячну добірку "Світанок " у обласній газеті "Вінниччина" (2000-2001 рр.).

## Літературна  діяльність
Суцвіття подільських талантів, з якими Ганні Волошенюк довелося спілкуватися упродовж років журналістської діяльності у місцевих періодичних виданнях, представлені у її  авторських збірниках: «Все – з любові», "Червоне - то любов, а чорне - то журба".
Про видатних творчих особистостей Вінниччини - подвижників національної культури, людей неповторного обдарування написала та упорядкувала  низку видань, зокрема про : самобутнього художника із Кирнасівки Івана Коваля ("Жити, щоб малювати, або Слово про Івана Коваля" (2006 р.); фольклористку із Погребища Настю Присяжнюк  ("Народної ниви жниця Настя Присяжнюк" (2010 р.); бандуриста, письменника, співака  і композитора  Володимира Перепелюка ("Кобзарські щоденники Володимира Перепелюка" (2014, 2015, 2016 рр.) та ін.

## Нагороди і почесні звання
Неодноразово нагороджувалася подяками Вінницького обласного товариства природи, преміями літературних творчих конкурсів на рівні  регіональних і державних видань.
Видання-тритомник "Кобзарські щоденники Володимира Перепелюка"  номіновано у 2017 році  на  Всеукраїнську літературну премію імені Михайла Коцюбинського.

## Книги
Волошенюк, Ганна Леонтіївна. Жити, щоб малювати, або Слово про Івана Коваля / Ганна Волошенюк. - Вінниця : Вид. Власюк О., 2006. - 100 с. : фот., іл.
Волошенюк, Ганна Леонтіївна. Все - з любові / Ганна Леонтіївна Волошенюк. - Вінниця : Власюк О., 2009. - 304 с. : фото.
Волошенюк, Ганна Леонтіївна. Народної ниви жниця Настя Присяжнюк / Ганна Леонтіївна Волошенюк. - Вінниця : Консоль, 2010. - 180 с. : фото.
Волошенюк Ганна Леонтіївна. Червоне - то любов, а чорне - то журба : нариси, есеї / Ганна Леонтіївна Волошенюк. - Вінниця : ВНТУ, 2012. - 372 с. : іл. ISBN 978-966-641-467-3
Перепелюк, Володимир. Кобзарські щоденники Володимира Перепелюка, 1951-1955. Кн. 1 / Володимир Перепелюк ; підготувала  Г. Л. Волошенюк. - Вінниця : І. Б. Балюк, 2014. - 348 с. : фот.
Перепелюк, Володимир. Кобзарські щоденники Володимира Перепелюка, 1961-1967. Кн. 2 / Володимир Перепелюк ; підготувала Г. Л. Волошенюк.  - Вінниця : І. Б. Балюк, 2015. - 408 с. : фот.
Перепелюк, Володимир.  Кобзарські щоденники Володимира Перепелюка, 1967-1974. Кн. 3 / Володимир Перепелюк ; підготувала Г. Л. Волошенюк. - Вінниця : І. Б. Балюк, 2016. - 376 с. : фот.
Волошенюк, Ганна Леонтіївна. Іване, сину наш... : документальна повість до 70-річчя І. Д. Коваля, самоука-живописця / Г. Л. Волошенюк ; ред. В. М. Тимчук ; диз. і верстка А. М. Величук. - Вінниця : Нілан-ЛТД, ТОВ, 2016. - 100 с. - (Бібліотечка журналу "Вінницький край". Вип. 14).